# Arizona Tennis Classic
O Arizona Tennis Classic é um torneio tênis, que faz parte da série ATP Challenger Tour, realizado desde 2019, em piso duro, em Phoenix, Estados Unidos.

## Edições

### Simples
| Ano  | Campeões                                | Finalistas                              | Placar                                  | Ref                                     |
| ---- | --------------------------------------- | --------------------------------------- | --------------------------------------- | --------------------------------------- |
| 2019 | Matteo Berrettini                       | Mikhail Kukushkin                       | 3–6, 7–6(8–6), 7–6(7–2)                 | [ 2 ]                                   |
| 2020 | cancelado devido a pandemia da COVID-19 | cancelado devido a pandemia da COVID-19 | cancelado devido a pandemia da COVID-19 | cancelado devido a pandemia da COVID-19 |
| 2021 | Não realizado                           | Não realizado                           | Não realizado                           | Não realizado                           |
| 2022 | Denis Kudla                             | Daniel Altmaier                         | 2–6, 6–2, 6–3                           |                                         |
| 2023 | Nuno Borges                             | Alexander Shevchenko                    | 4–6, 6–2, 6–1                           |                                         |
| 2024 | Nuno Borges                             | Matteo Berrettini                       | 7–5, 7–6(7–4)                           |                                         |
| 2025 | João Fonseca                            | Alexander Bublik                        | 7–6(7–5), 7–6(7–0)                      |                                         |

### Duplas
| Ano  | Campeões                                | Finalistas                              | Placar                                  | Ref                                     |
| ---- | --------------------------------------- | --------------------------------------- | --------------------------------------- | --------------------------------------- |
| 2019 | Jamie Murray Neal Skupski               | Austin Krajicek Artem Sitak             | 6–7(2–7), 7–5, [10–6]                   |                                         |
| 2020 | cancelado devido a pandemia do COVID-19 | cancelado devido a pandemia do COVID-19 | cancelado devido a pandemia do COVID-19 | cancelado devido a pandemia do COVID-19 |
| 2021 | Não realizado                           | Não realizado                           | Não realizado                           | Não realizado                           |
| 2022 | Treat Huey Denis Kudla                  | Oscar Otte Jan-Lennard Struff           | 7–6(12–10), 3–6, [10–6]                 |                                         |
| 2023 | Nathaniel Lammons Jackson Withrow       | Hugo Nys Jan Zieliński                  | 6–7(1–7), 6–4, [10–8]                   |                                         |
| 2024 | Sadio Doumbia Fabien Reboul             | Rinky Hijikata Henry Patten             | 6–3, 6–2                                |                                         |
| 2025 | Marcel Granollers Horacio Zeballos      | Austin Krajicek Rajeev Ram              | 6–3, 7–6(7–2)                           |                                         |